# جسر بلاكا

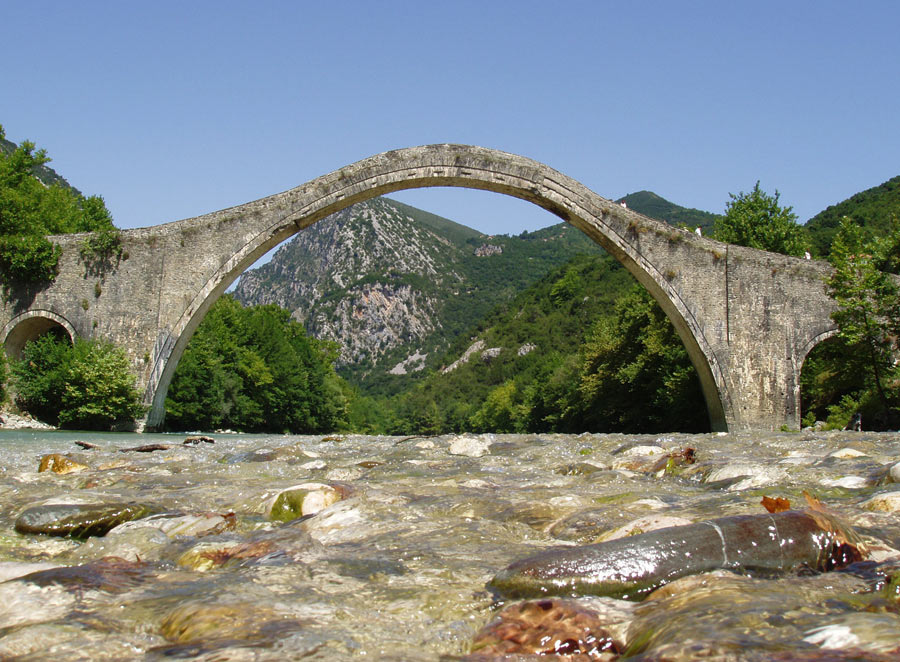
صورة قديمة للجسر

جسر بلاكا (باليونانية: Γεφύρι της Πλάκας)‏ هو جسر قوسي صخري في اليونان يعود للقرن التاسع عشر، انهار خلال فيضانات الأول من فبراير 2015. ويقع الجسر على حدود مقاطعتي آرتا ويانينة فوق مياه نهر أراكتوس.